# 史蒂文斯理工學院
史蒂文斯理工學院（英語：Stevens Institute of Technology）是位於美國新澤西州霍博肯的一所私立研究型大學，坐落於哈德遜河河畔隸屬於紐約都會區，由美國工程師、企業家埃德溫·奧古斯都·史蒂文斯的遺產捐助創立於1870年， 是美國最古老的理工學院之一、美國獨立科技大學聯盟的創始院校之一，也是美國最早開始專門研究機械工程的學院。 除去霍博肯的主校區外，它於華盛頓特區還有一個分校區。主校區緊鄰紐約曼哈頓，讓它被評為全美大學最佳地理位置第3名。
這所理工學院有超過五千名、來自數十個國家的學生。大學內有三所卓越中心， 而諾貝爾物理學獎得主弗雷德里克·萊因斯是該校校友，該校的教員歐文·朗繆爾亦曾獲得諾貝爾化學獎。

## 歷史

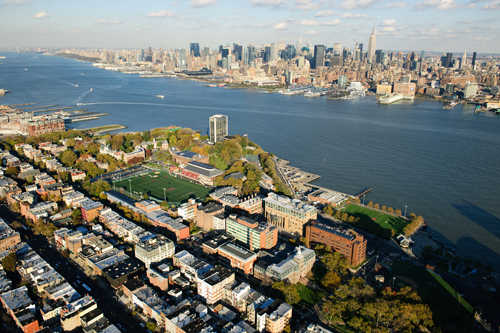
史蒂文斯理工學院校區與曼哈頓隔哈德遜河相望

### 早期
1784年，約翰·史蒂文斯買下了今史蒂文斯大學所在的土地，他以發明及經商發家，他們傢後來成爲了當地世族。他的兒子羅伯特和埃德溫·史蒂文斯是美國最早的商業鐵路運營者。
埃德溫在1868年逝世，按其遺囑，他的包括土地在内的遺產將被用來建立一所教育機構。 埃德溫的遺孀瑪莎·埃德溫是其遺囑執行人。於是，史蒂文斯理工學院在1870年作爲一所專門教授機械工程學知識的學員正式開學。 學院辦學模式依循歐洲同類理工學院的傳統。 除去機械工程之外，他還授予化學及物理博士學位，因此而成爲美國最早的博士授課點之一。 1880年，該學院的第一位機械工程學教授羅伯特·H·瑟斯頓成爲了美國機械工程師學會第一任會長。

### 現代
二戰期間，該學院是參與美國V-12海军学院培训计划的131所學院之一， 實際上有一艘住宿船“SS Stevens Victory”就是以該學院的名字命名的， 而這艘船已經是該學院的標誌之一。
1967年，史蒂文斯理工學院開始接受女性入學。1971年正式成爲男女共學的學院。雖然1975屆的學生中只有19名女性，但40多年之後，該學院女學生比例已經達到25%。 1982年該學院成爲美國首家要求所有新生購置電腦的大學。

## 學術
該大學規模較小，共有四個學院，即工程和科學院（Charles V. Schaefer, Jr. School of Engineering and Science）、系統和企業學院（School of Systems and Enterprises）、商學院（School of Business）和文藝學院（College of Arts and Letters）。本科生專業29個，師生比為7:1。 此外史蒂文斯理工學院還有43個碩士課程、22個博士課程。
其排名依照不同的排名機構有較大差異。其中美國新聞與世界報導將其評比為2018年全美最佳大學第69名、最佳工程學院研究所第77名。2019年專業排名其商業分析排名全美第10名、金融工程第19名。
該大學的畢業生在就業後有傑出的表現，在PayScale全美大學投資回報率Top50中名列第20位。

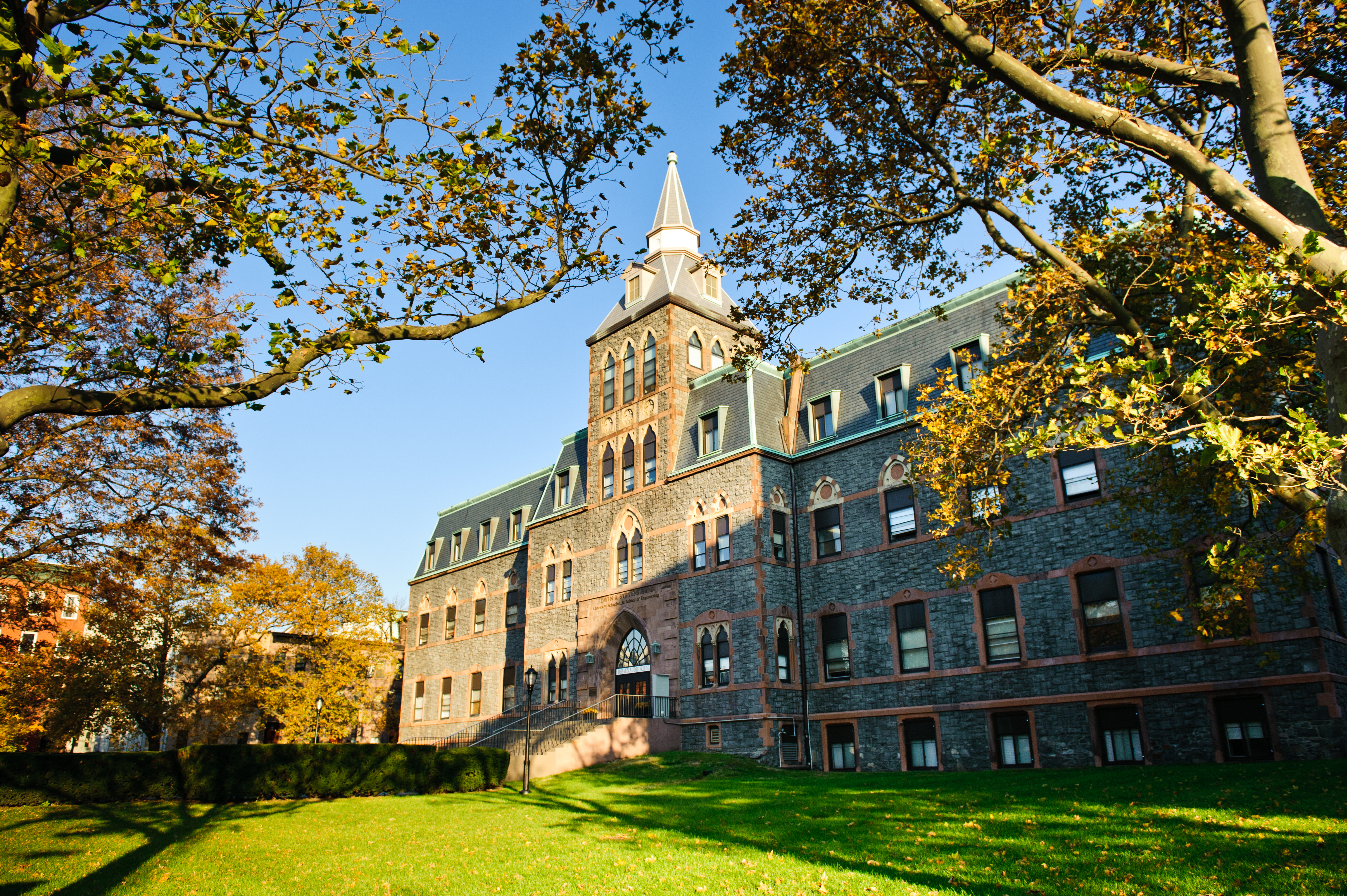
埃德溫·A·史蒂芬大樓為工程和科學院所在地

## 傑出校友
該學院的校友多活躍於理科領域，如史蒂文斯理工學院創辦人之子小埃德温·奥古斯特·史蒂文斯發明了輪船雙螺旋槳推進系統，弗雷德里克·萊因斯是1995年諾貝爾物理學獎得主，尤金·麥克德莫特是德州儀器創辦人之一，伊戈爾·安索夫被誉為戰略管理之父，創立了安索夫矩陣。
而其它一些美國理工學院的校長也出自此地，如伊利諾大學厄巴納-香檳分校校長理查德·赫爾曼及羅徹斯特理工學院校長威廉·W·德斯特勒。
在政治界，厄瓜多前總統萊昂·費夫雷斯·科爾德羅亦是該校校友。

## 擴展閱讀
- Clark, G.W. (2000). History of Stevens Institute of Technology, Jensen/Daniels. ISBN 1-893032-24-8

## 外部連結
- 官方网站
- Stevens Institute of Technology official athletics website（页面存档备份，存于）
- Stevens Alumni Association（页面存档备份，存于） official website
- Construction data on Wesley J. Howe Center（页面存档备份，存于）

40°44′42″N 74°01′26″W / 40.744906°N 74.023937°W